# Colby Slater
Pour les articles homonymes, voir Slater.

b Matchs officiels uniquement.
Dernière mise à jour le 14 mai 2012.
Colby Edmund Slater dit Babe Slater, né le 30 avril 1896 à Berkeley en Californie et mort le 30 janvier 1965 à Clarksburg, est un joueur américain de rugby à XV évoluant au poste de deuxième ligne. Il est double champion olympique avec l'équipe des États-Unis de rugby à XV en 1920 et aux 1924.

## Biographie
Né à Berkeley en Californie, Colby Slater est le plus jeune fils de John et Louise Slater. Son père, originaire d'Écosse, est un marin et meurt en 1908 après avoir contracté une fièvre à Delagoa Bay en Afrique du Sud alors qu'il était à bord du Charmer. Le jeune Slater est scolarisé à la Berkeley High School puis fait ses études à l'Université de Californie à Davis. Sportif dès le lycée, il joue principalement au basket-ball mais également au rugby à XV. Il est diplômé de l'école d'agriculture en 1917 puis s'engage dans l'Armée américaine pour servir en France et en Belgique lors de la Première Guerre mondiale en tant que corps médical. Après la guerre, il élève des moutons et des porcs à Woodland.
En 1920, il fait partie de l'équipe olympique américaine qui part en Europe pour disputer les Jeux olympiques à Anvers. Bien qu'il ne dispute pas la rencontre olympique remportée sur le score de 8 à 0 contre l'équipe de France, il reçoit la médaille d'or avec l'équipe de rugby. Il est le premier étudiant de l'Université de Californie à Davis à remporter une médaille olympique. En revanche, il dispute un test match contre les Français un mois plus tard, cette fois perdu sur le score de 14 à 5. Quatre ans plus tard, il est à nouveau membre de l'équipe olympique américaine pour les Jeux olympiques à Paris et décroche de nouveau la médaille d'or. S'il ne dispute pas la rencontre remportée contre les Roumains 37 à 0, il est capitaine de l'équipe qui obtient la victoire 17 à 3 contre les Français,. Son frère aîné, Norman, est lui aussi membre de l'équipe américaine.
À son retour en Californie, Slater achète des terres à Clarksburg où il dirige une exploitation agricole le reste de sa vie. Il se marie avec Virginia Cave en 1932, et, de leur union, naît leur unique fille Marilyn. Il meurt le 30 janvier 1965 à Clarksburg.

## Palmarès
- Champion olympique de rugby à XV aux Jeux olympiques d'été de 1920 et aux Jeux olympiques d'été de 1924